# Barbara Blatter
Barbara Blatter   (Wattwil, 22 de desembre de 1970) és una ciclista suïssa, ja retirada, especialitzada en el ciclisme de muntanya.
El 2000 va prendre part en els Jocs Olímpics d'Estiu de Sydney, on guanyà la medalla de plata en la prova de camp a través del programa de ciclisme. També va disputar els Jocs de 2004, però no finalitzà la cursa.

## Palmarès
- 1999
  -  Campió de Suïssa en camp a través
- 2000
  -  Medalla de plata als Jocs Olímpics del 2000 en camp a través
  - 1r a la Copa del món en camp a través
  -  Campió de Suïssa en camp a través
- 2001
  - 1r a la Copa del món en camp a través
  - 1a a la Copa del món en camp a través en contrarellotge
  -  Campió de Suïssa en camp a través
- 2002
  -  Campió de Suïssa en camp a través
- 2003
  -  Campió d'Europa en camp a través per relleus (amb Ralph Näf, Balz Weber i Nino Schurter)